# General Film Company
La General Film Company è stata una casa di distribuzione cinematografica statunitense attiva nei primi anni del XX secolo. Tra il 1909 ed il 1920, l'azienda ha distribuito circa 13.000 film muti.
La General Film Company è stata costituita dalla Motion Picture Patents Company (MPPC) nel tentativo di monopolizzare la distribuzione. Nel 1909 la General Film Company ha cercato di impadronirsi o di assorbire le compagnie di distribuzione indipendenti e più piccole per scoraggiarne l'attività, oppure ha anche cercato di costringere queste società di vendere o di perdere le loro licenze.
Con la nascita della Motion Picture Distributing and Sales Company e di altre società mirate proprio a indebolire la General Film Company e la MPPC, iniziò il declino di queste ultime due aziende. Nel 1912 la potenza della General Film Company e della MPPC era già calata e il Dipartimento di Giustizia degli Stati Uniti d'America avviò nei confronti di queste due case l'applicazione dello Sherman Antitrust Act, la prima legge antitrust.
Nel marzo 1918 la General Film Company venne venduta insieme alla MPPC, alla Lincoln & Parker Film Company del Massachusetts. Thomas Alva Edison riacquistò queste attività quando la Lincoln & Parker fallì e le rivendette poi al produttore Robert L. Giffen nell'ottobre 1919.

## Filmografia
- A Little Hero, regia di Colin Campbell – cortometraggio (1913)
- A Strange Adventure, regia di Marshall Neilan – cortometraggio) (1917)

## Poster

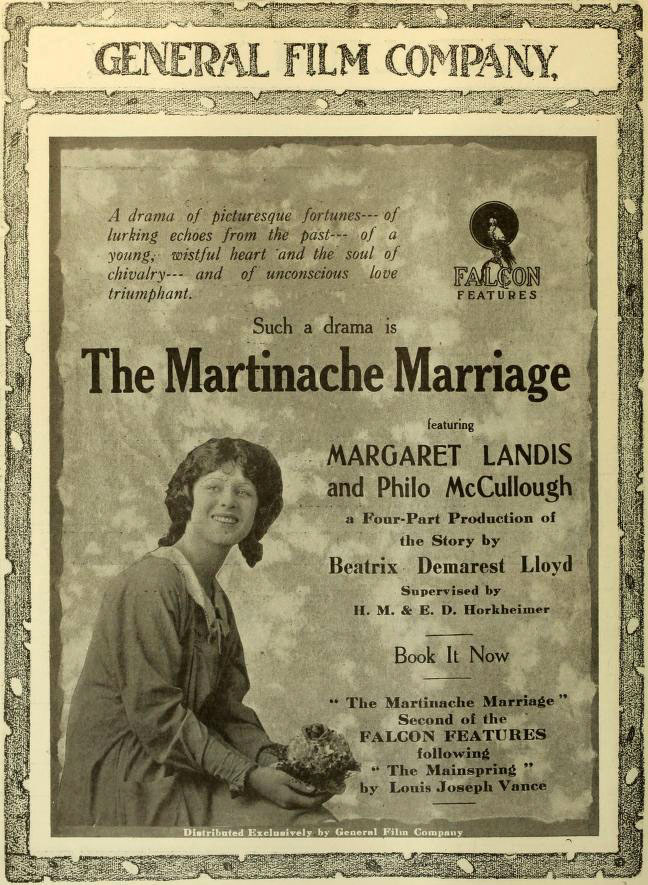
The Martinache Marriage (1917)